# U-206号潜艇
U-206号（德語：U 206）是纳粹德国战争海军建造的568艘VII-C型潜艇（或称U艇）之一。它由基尔的日耳曼尼亚船厂承建，于1941年4月4日下水，至5月17日交付使用。第二次世界大战期间，该艇曾执行过三次巡逻作战，共击沉3艘英国舰船，累积总吨位为4,208吨。U-206号自1941年11月29日起在比斯开湾失踪，可能于11月30日左右在圣纳泽尔西南方向的北大西洋触及英军空投水雷而沉没，艇内46名官兵全数罹难。

## 设计
VII-C型是VII级潜艇的第三次、也是最有价值的改进型。它搭载了被称为“S装置”的新式主动声呐系统，为了容纳这种新设备，VII-C型的艇体尺寸有所增加，并重新设计了压载水舱，在其两侧各增加了一个可提供储备浮力的小型浮舱，有利于潜艇完成快速下潜。U-206号的全长为67.10米，舷宽6.20米、并有4.74米的吃水深度，水上和水下排水量分别为769吨和871吨。该艇采用双轴设计，具有两副直径为1.23米的三叶螺旋桨。在机械系统方面，VII-C型艇也得到了升级：通过艇上配备的燃油过滤系统，柴油机润滑系统的使用受命得以延长，也为不同润滑剂在艇上机械设备上混合使用留足了余地。原先前型艇用于发射鱼雷和主压载舱吹除操作的电动空气压缩机则改为容克斯的柴动压缩机，从而减小了对艇上电气系统的依赖；此外，该型艇还装配了更为现代化的电力转换系统。动力由两台日耳曼尼亚生产的F46型六缸四冲程1,400匹公制馬力（1,000千瓦特）机械增压柴油机用于水面运行，以及两台AEG提供的GU 460/8-276型375匹公制馬力（280千瓦特）双作用电动发电机用于水下航行；水面最高航速17.7節（32.8每小時），水下7.6節（14.1每小時）；能够在水面以10節（19每小時）航速续航8,500海里（15,700），或以4節（7.4每小時）连续在水下航行80海里（150）而无需充电。
武器装备方面，U-206号装备有五具内置式鱼雷发射管——艇艏四具、艇艉一具。其艇艉的鱼雷发射管设计在耐压壳体内部、两片舵之间，鱼雷可以由此向外发射。在轮机舱甲板下方还配备了用于艇艉的鱼雷装填系统，耐压壳体与甲板室之间一前一后还设计有外置鱼雷贮存装置，因此U-206号可携带14枚G7型鱼雷。但不同于其它批次的C型艇，该艇不设水雷贮存及布设装置。此外，它还搭载有一门配备220发弹药的88毫米35式速射炮以及一门配备1,195发弹药20毫米30式高射炮作为甲板炮。其标准船员编制为4名军官及40－56名水兵。

## 历史
1939年10月16日，海军造舰局将U-206号的建造合同发包予基尔的日耳曼尼亚船厂，并自1940年6月17日开始铺设龙骨，建造序列为635。经过逾九个月的建造，它于1941年4月4日下水，至5月17日在前U-5号艇长、海军中尉赫伯特·奥皮茨的指挥下交付使用。完成海试后，该艇加入驻基尔的第3潜艇区舰队，先是在波罗的海进行战备训练，进而于1941年6月作为前线艇移驻德占法国的拉帕利斯，直到同年11月沉没。与当时大多数德国U艇一样，U-206号在瞭望塔上漆有其主保城市赖兴贝格的纹章作为艇徽。
第二次世界大战期间，U-206号曾执行过三次巡逻和四次狼群作战，共击沉3艘英国舰船，累积总吨位为4,208吨。

### 作战巡逻
完成战备训练后，奥皮茨率领U-206号于1941年8月5日10:30从挪威的特隆赫姆启程执行首次巡逻，前往冰岛西南部和北海海峡以西的北大西洋游弋。它于8月9日05:28取得首计战功，在冰岛东南约100海里（190）处发射一枚鱼雷命中无护航的英国拖网渔船海洋胜利者号（Ocean Victor）左舷，导致其发生剧烈爆炸后立即沉没。随后，该艇曾相继加入“格陵兰”（8月10日—23日）、“藩侯”（8月23日—9月2日）和“狼鳚”（9月2日—7日）狼群作战，试图根据时任U艇首长卡尔·邓尼茨制定的集群战术，寻求与盟军的护航船队作战，但一无所获。惟8月26日19:20，U-206号曾在赫布里底群岛以西约220海里（410）处从两艘橡皮艇上救起6名英国人。他们是隶属英国皇家辅助空军第612中队一架惠特利轰炸机上的机组成员。这架飞机当时正在执行反潜巡逻任务，13:15时左舷发动机故障，被迫在海面上迫降。经过为期三十七天、水面约5,840海里（10,820）和水下242海里（448）的航行，奥皮茨率艇于9月10日抵达德占法国的圣纳泽尔基地。
U-206号的第二次巡逻于1941年9月30日16:00离开圣纳泽尔，前往直布罗陀海峡西侧的北大西洋游弋，至10月28日返回。在这次为期二十九天、水面约5,200海里（9,600）和水下175海里（324）的航行中，该艇曾于10月2日至23日加入“布雷斯劳”狼群，并击沉2艘舰船。首个受害者是英国轻型护卫舰百合花号，它于10月13日护送OG-75号船队返回港口后，奉命继续出海巡逻，以搜寻曾追击该船队的德国U艇。次日凌晨03:36，奥皮茨在直布罗陀以西约55海里（102）处向百合花号发射了三枚鱼雷，其中一枚在运行92秒后击中对方舰桥左舷下部，导致弹药舱爆炸。该舰断成两截，数分钟内便消失在海平面。10月18日，U-206号又在北大西洋向HG-74号护航舰队发射三枚鱼雷，但未造成任何伤害。直到19日06:14，无护航的英国货船凯尔文男爵号（Baron Kelvin）才在距离塔里法角东偏南约14海里（26）处被奥皮茨射出的两枚鱼雷之一命中。U-206号随后再射出一枚艉部鱼雷，但偏离已停船的凯尔文男爵号。后者至06:27遭第四枚鱼雷“致命一击”命中左舷舯部，导致龙骨断裂，迅速从船艉沉没。
1941年11月29日14:10，执行第三次巡逻的U-206号与友艇U-71号在一艘清障船的护航下离开圣纳泽尔，从此再未归航。它们计划穿越英国皇家海军严密设防的直布罗陀海峡，换编至驻扎在地中海的潜艇区舰队。11月29日18:00，当清障船撤出护航后，U-206号在比斯开湾下潜进行深潜试验之前最后一次被人看到。至12月4日，U艇总司令部在始终未能收到报告其位置后，宣布该艇失踪。英国人最初断定U-206号是11月30日在南特以西的46°55′N 07°16′W / 46.917°N 7.267°W处遭一架隶属英国皇家辅助空军第502中队的惠特利轰炸机以深水炸弹击沉。但实际上轰炸机攻击的目标是U-71号，且未造成任何损害。这一错误在战后得到澄清，英国海军历史处外国资料科（FDS/NHB）也于1992年3月正式修正。由于没有受到盟军攻击，U-206号可能是因触及英国皇家空军飞机于1940年8月后在圣纳泽尔附近“山毛榉”雷区中空投布设的水雷而沉没，推测位置为47°05′N 02°40′W / 47.083°N 2.667°W。

## 袭击历史摘要
| 日期           | 船名         | 船籍         | 吨位  | 结局 |
| -------------- | ------------ | ------------ | ----- | ---- |
| 1941年8月9日   | 海洋胜利者号 | 英国         | 202   | 击沉 |
| 1941年10月14日 | 百合花号     | 英國皇家海軍 | 925   | 击沉 |
| 1941年10月19日 | 凯尔文男爵号 | 英国         | 3,081 | 击沉 |

## 脚注
1. ↑  威廉生，第11頁.
2. ↑  加洛普，第74頁.
3. 1 2  Gröner 1991，第43–46頁.
4. ↑  加洛普，第72頁.
5. 1 2  . U-Boot-Archiv.   [2025-06-20].
6. 1 2  Helgason, Guðmundur. . German U-boats of WWII - uboat.net.   [2025-06-20]. （原始内容存档于2023-01-27）.
7. ↑  Högel，第74頁.
8. 1 2  Helgason, Guðmundur. . German U-boats of WWII - uboat.net.   [2025-06-20]. （原始内容存档于2025-02-13）.
9. ↑  Helgason, Guðmundur. . German U-boats of WWII - uboat.net.   [2025-06-20]. （原始内容存档于2021-06-18）.
10. ↑  Helgason, Guðmundur. . German U-boats of WWII - uboat.net.   [2025-06-20].
11. ↑  Helgason, Guðmundur. . German U-boats of WWII - uboat.net.   [2025-06-20].
12. ↑  Helgason, Guðmundur. . German U-boats of WWII - uboat.net.   [2025-06-20]. （原始内容存档于2021-01-27）.
13. ↑  Helgason, Guðmundur. . German U-boats of WWII - uboat.net.   [2025-06-20]. （原始内容存档于2021-03-06）.
14. ↑  Niestlé，第216頁.
15. ↑  Blair，第475頁.